# Rock Band 2
Rock Band 2 est un jeu de rythme de la série Rock Band, disponible sur PlayStation 3, PlayStation 2, Xbox 360 et Wii. Il est la suite de Rock Band. Comme dans le précédent jeu, on peut jouer à quatre joueurs : un guitariste, un bassiste, un batteur et un chanteur.

## Liste des chansons
| Titre                                | Artiste                  |
| ------------------------------------ | ------------------------ |
| Let There Be Rock                    | AC/DC                    |
| Girl's Not Grey                      | AFI                      |
| You Oughta Know                      | Alanis Morissette        |
| Man in the Box                       | Alice in Chains          |
| Ramblin' Man                         | Allman Brothers          |
| Almost Easy                          | Avenged Sevenfold        |
| Shooting Star (en)                   | Bad Company              |
| So Whatcha Want                      | Beastie Boys             |
| E-Pro                                | Beck                     |
| Rebel Girl                           | Bikini Kill              |
| White Wedding Pt. I                  | Billy Idol               |
| One Way or Another                   | Blondie                  |
| Tangled Up in Blue                   | Bob Dylan                |
| Livin' on a Prayer                   | Bon Jovi                 |
| Hello There                          | Cheap Trick              |
| Uncontrollable Urge                  | Devo                     |
| Feel the Pain                        | Dinosaur Jr.             |
| Down with the Sickness               | Disturbed                |
| Panic Attack                         | Dream Theater            |
| Hungry Like the Wolf                 | Duran Duran              |
| Pump It Up                           | Elvis Costello           |
| Go Your Own Way                      | Fleetwood Mac            |
| Everlong                             | Foo Fighters             |
| Shackler's Revenge                   | Guns N' Roses            |
| PDA                                  | Interpol                 |
| Mountain Song                        | Jane's Addiction         |
| Aqualung                             | Jethro Tull              |
| The Middle                           | Jimmy Eat World          |
| Bad Reputation                       | Joan Jett                |
| Anyway You Want It                   | Journey                  |
| Painkiller                           | Judas Priest             |
| Carry On Wayward Son                 | Kansas                   |
| Pretend We're Dead                   | L7                       |
| Our Truth                            | Lacuna Coil              |
| One Step Closer                      | Linkin Park              |
| My Own Worst Enemy                   | Lit                      |
| De-Luxe                              | Lush                     |
| Colony of Birchmen                   | Mastodon                 |
| Peace Sells                          | Megadeth                 |
| Battery                              | Metallica                |
| Where'd You Go                       | Mighty Mighty Bosstones  |
| Float On                             | Modest Mouse             |
| Ace of Spades                        | Motörhead                |
| Drain You                            | Nirvana                  |
| Spirit in the Sky                    | Norman Greenbaum         |
| Nine in the Afternoon                | Panic at the Disco       |
| That's What You Get                  | Paramore                 |
| Alive                                | Pearl Jam                |
| Lump                                 | Presidents of the USA    |
| Testify                              | Rage Against the Machine |
| Round & Round                        | Ratt                     |
| Give it Away                         | Red Hot Chili Peppers    |
| Give it All                          | Rise Against             |
| The Trees                            | Rush                     |
| Lazy Eye                             | Silversun Pickups        |
| Today                                | Smashing Pumpkins        |
| I Was Wrong                          | Social Distortion        |
| Teenage Riot                         | Sonic Youth              |
| Spoonman                             | Soundgarden              |
| Cool for Cats                        | Squeeze                  |
| Bodhitsattva                         | Steely Dan               |
| Rock'n Me                            | Steve Miller Band        |
| Eye of the Tiger                     | Survivor                 |
| Chop Suey!                           | System of a Down         |
| Psycho Killer                        | Talking Heads            |
| Master Exploder                      | Tenacious D              |
| Souls of Black                       | Testament                |
| New Kid in School                    | The Donnas               |
| We Got the Beat                      | The Go-Go's              |
| Alabama Getaway                      | The Grateful Dead        |
| American Woman                       | The Guess Who            |
| Kids in America                      | The Muffs                |
| Come Out & Play (Keep ‘em Separated) | The Offspring            |
| Alex Chilton                         | The Replacements         |
| Pinball Wizard                       | The Who                  |

### Chansons bonus
| Titre                    | Artiste             |
| ------------------------ | ------------------- |
| Visions                  | Abnormality         |
| Get Clean                | Anarchy Club        |
| Night Lies               | Bang Camaro         |
| Shoulder to the Plow     | Breaking Wheel      |
| Neighborhood             | The Libyans         |
| A Jagged Gorgeous Winter | The Main Drag       |
| Conventional Lover       | Speck               |
| Supreme Girl             | The Sterns          |
| Rob the Prez-O-Dent      | That Handsome Devil |